# 646 Kastalia
646 Kastalia è un asteroide della fascia principale. Scoperto nel 1907, presenta un'orbita caratterizzata da un semiasse maggiore pari a 2,3249684 UA e da un'eccentricità di 0,2127500, inclinata di 6,91353° rispetto all'eclittica.
Il suo nome, da non confondere con quello quasi simile dell'asteroide near-Earth 4769 Castalia, si riferisce all'antica fonte Castalia, nelle vicinanze del santuario di Delfi.